# Commedia per musica
Commedia per musica (també: Commedia in musica) és un terme italià que s'utilitzà generalment en el segle xviii, en particular a Nàpols, per indicar una òpera còmica. No obstant això, sembla que mai s'ha utilitzat per a descriure un subgènere, com el dramma giocoso.
El terme també va ser usat en el segle xix per designar una òpera còmica en què els diàlegs eren en el dialecte napolità en lloc dels recitatius.